# 1992 Live in Yokohama Stadium
『1992 Live in Yokohama Stadium』（いちきゅーきゅーにライヴ・イン・ヨコハマ・スタジアム）は永井真理子初のライブ・アルバム。

## 概要
同年横浜スタジアムで行われた、コンサートの模様を2枚組でCD化。当時未発表の「chu-chu」「La-La-La」収録（この2曲は後にCD化され次作「OPEN ZOO」に収録）。未収録であるがライブでは中盤のバンドセッションでHelter Skelterが演奏されている。

## 収録曲

### Disc-1
1. ハートをWASH!
2. プリティ・ロックンロール
3. ミラクル・ガール
4. 愛こそみんなの仕事
5. いつも いつでも
6. chu-chu
7. 御飯食べてる？
8. Karma Karma
9. ZUTTO
10. 泣きたい日もある
11. Keep On “Keeping On”

### Disc-2
1. Say Hello
2. White Communication〜新しい絆〜
3. Ready Steady Go!
4. Step Step Step
5. Slow Down Kiss
6. 私の中の勇気
7. キャッチ・ボール
8. La-La-La